# Kosewo (gromada w powiecie nowodworskim, 1969–1972)
Kosewo (do 30 XII 1968 Nowy Modlin) – dawna gromada, czyli najmniejsza jednostka podziału terytorialnego Polskiej Rzeczypospolitej Ludowej w latach 1954–1972.
Gromady, z gromadzkimi radami narodowymi (GRN) jako organami władzy najniższego stopnia na wsi, funkcjonowały od reformy reorganizującej administrację wiejską przeprowadzonej jesienią 1954 do momentu ich zniesienia z dniem 1 stycznia 1973, tym samym wypierając organizację gminną w latach 1954–1972.
Gromadę Kosewo z siedzibą GRN w Kosewie utworzono 1 stycznia 1969 w powiecie nowodworskim w woj. warszawskim w związku z przeniesieniem siedziby GRN gromady Nowy Modlin z Nowego Modlina do Kosewa i zmianą nazwy jednostki na gromada Kosewo.
Gromada przetrwała do końca 1972 roku, czyli do kolejnej reformy gminnej.
Uwaga: Gromada Kosewo (o innym składzie) istniała w powiecie nowodworskim także w latach 1954-1959.